# Billy Jones
Billy Jones, né le 24 mars 1987 à Shrewsbury, est un footballeur anglais qui évolue au poste de défenseur au Crewe Alexandra en prêt de Rotherham United.

## Biographie
Le 20 juillet 2018, il rejoint Rotherham United.
Le 21 janvier 2021, il est prêté à Crewe Alexandra.

## Palmarès

### En club
- Rotherham United
  - vice-champion d'Angleterre de D3 en 2020.